# Claudia Rankine
Claudia Rankine (Kingston, 1 januari 1963) is een Jamaicaans-Amerikaanse schrijfster van gedichten, essays en toneelstukken. Ze schreef vijf dichtbundels, twee toneelstukken, een breed scala aan essays en droeg bij aan verschillende bloemlezingen. 
Haar bekendste werk is de lyrische gedichtenbundel Citizen: An American Lyric, waarin thema’s als racisme en discriminatie worden geïllustreerd aan de hand van alledaagse ervaringen in de westerse wereld van de 21ste eeuw. Het boek won vele prijzen, waaronder de Los Angeles Times Book Award in 2014, de National Book Critics Circle Award in 2015 en de 2015 VIDA Literary Award.

## Levensloop en carrière
Claudia Rankine is geboren op 1 januari 1963 in Kingston, Jamaica. Ze heeft haar BA in Engels gehaald op Williams College en haar MFA in poëzie op Columbia University. Ze heeft verschillende prijzen gewonnen voor haar werk, waaronder de MacArthur Fellowship in 2016. Met het prijzengeld hiervan heeft Rankine haar eigen project The Racial Imaginary Institute opgezet in 2017.
Rankine heeft tot nu toe vijf gedichtenbundels geschreven en uitgebracht. Ze publiceerde Nothing in Nature is Private (1995) bij uitgeverij Cleveland State University Poetry Center en The End of the Alphabet (1998) bij Grove Press, waar ze ook haar derde dichtbundel PLOT (2001) uitbracht. Bij Graywolf Press bracht Rankine Don’t Let Me Be Lonely: An American Lyric (2004) uit, en tien jaar later Citizen: An American Lyric (2014). 
In 2013 werd Claudia Rankine verkozen tot president van de Academy of American Poets en een jaar later in 2014 mocht Rankine een Lannan Literary Award in ontvangst nemen. In 2019 trad Rankine toe als lid van de American Academy of Arts and Sciences en op dit moment is ze een Frederick Iseman Professor of Poetry aan Yale University. Rankine heeft daarnaast lesgegeven aan de University of Houston, Case Western Reserve University, Barnard College en Pomona College.
In 2019 verscheen in The Cornell Daily Sun een artikel waarin wordt besproken dat Rankine bezig is met een nieuw werk, genaamd Just Us: An American Conversation. Dit project bestaat voornamelijk uit materiaal van een therapeut, waaronder transcripties van gesprekken, notities van factcheckers en de interpretaties daarvan.

### The Racial Imaginary Institute
In 2017 richtte Rankine The Racial Imaginary Institute op. Het instituut is een denktank voor artiesten die whiteness bestuderen. Volgens Rankine was het doel om een instituut op te richten in hetzelfde domein als de grote galerieën van New York, zoals Gagosian en Pace. Het instituut onderzoekt het idee dat ras een sociaal construct is. The Racial Imaginary Institute is verantwoordelijk voor exhibities, uitvoeringen, lezingen en besprekingen die het idee aan de kaak willen stellen dat ras een uitgevonden concept is dat desalniettemin met een enorme kracht ons dagelijks leven beïnvloedt, waardoor onze bewegingen en verbeelding worden beperkt.

## Literaire thema's
Racisme en discriminatie zijn veelvoorkomende thema’s in Rankine’s werk. Door deze thema's centraal te stellen in haar werken stelt ze steeds twee belangrijke vragen: "Hoe wordt er (impliciet) over gekleurde mensen geoordeeld?" en "Hoe beïnvloedt dit de identiteit van gekleurde mensen?". Door over deze thema’s te schrijven wil Rankine sociale rechtvaardigheid aan de kaak stellen. Ze bespreekt door middel van herkenbare alledaagse situaties - opmerkingen, blikken, impliciete oordelen - wat de impact van racisme op het leven van gekleurde mensen kan zijn. Dit soort kleine, op het eerste gezicht onaanzienlijke gebeurtenissen worden ook wel "microagressions" genoemd: kleine opmerkingen of acties waardoor iemand zich beledigd of slecht behandeld voelt vanwege hun ras, sekse, etc., ook al was dit niet als belediging bedoeld. In een interview met The White Review zegt ze altijd te schrijven over situaties die dichtbij haar eigen leven staan: “I think I’ve always been the kind of writer who responds to what’s in my life.” Dit geeft de lezer de indruk dat veel “microagressions” die ze in haar boek bespreekt situaties zijn die ze zelf meegemaakt zou kunnen hebben. 
Rankine's werk is daarnaast vaak interdisciplinair: het maakt gebruik van verschillende kunst- en mediavormen. Haar lyrische dichtbundels Citizen: An American Lyric en Don’t Let Me Be Lonely: An American Lyric bestaan uit prozagedichten die zijn opgebouwd uit eigen ervaringen, media-hoogtepunten, foto’s en kunstwerken, die zo de lezer impliciet begeleiden bij het ontdekken van Rankine’s perspectief op racisme in de westerse wereld van de 21ste eeuw. "Rankine explores racism and ignorant racial prejudice as a sort of unspoken, public exile". Door bestaande kunstwerken in de context van haar eigen literaire werk te plaatsen, probeert Rankine haar lezers ertoe te bewegen deze kunstwerken met een hernieuwde blik te bekijken.
Veel literaire critici vestigen de aandacht op de vorm van Rankine’s prozagedichten; het prozagedicht is vandaag de dag niet meer zo gebruikelijk en werd vooral in de negentiende eeuw gebruikt door Franse symbolisten. Rankine beschrijft het prozagedicht zelf als de beste manier om haar verhaal uit te drukken, en benadrukt dat de vorm van een gedicht geen belemmering voor de inhoud moet vormen. “I really believe that form and content should always be in dialogue”, zegt ze in een interview met The White Review.
Naar eigen zeggen bevat haar werk ook invloeden van Adrienne Rich, James Baldwin, Samuel Beckett en W. B. Yeats.

## Prijzen en nominaties
- 2005 Academy Fellowship van de Academy of American Poets voor onderscheidende poëtische prestatie.[13]
- 2014 National Book Critics Circle Award (Poëzie) winnaar met Citizen: An American Lyric.[14]
- 2014 National Book Critics Circle Award (Kritiek) finalist met Citizen: An American Lyric.[15]
- 2014 California Book Awards Poëzie finalist met Citizen: An American Lyric.[16]
- 2014 Lannan Foundation Poetry Award.[17]
- 2014 Jackson Poetry Prize (toegekend door Poets & Writers).[18]
- 2015 PEN/Open Book Award voor Citizen.[19]
- 2015 PEN Center USA Poetry Award voor Citizen: An American Lyric.[20]
- 2015 New York Times Bestseller voor Citizen: An American Lyric.[21]
- 2015 Los Angeles Times Book Prize in Poëzie voor Citizen: An American Lyric.[22]
- 2015 NAACP Image Award voor Uitstekend Literair Werk in Poëzie voor Citizen: An American Lyric.[23]
- 2015 Forward Prize voor Citizen: An American Lyric.[24]
- 2016 MacArthur Fellowship.[25]
- 2016 United States Artist Zell Fellowship.[26]
- 2016 Bobbitt National Prize for Poetry voor Citizen: An American Lyric.[27]
- 2017 Colgate University, Honorary Doctor of Letters. 21 mei, 2017.[28]
- 2017 John Simon Guggenheim Fellowship voor Poëzie.[29]

- Bibsys: 1492758310065
- Bibliothèque nationale de France: cb14498780m (data)
- Gemeinsame Normdatei: 136937055
- International Standard Name Identifier: 0000 0001 0869 4914
- Library of Congress Control Number: n95080152
- Nationale Bibliotheek van Letland: 000240303
- Nationale Bibliotheek van Tsjechië: xx0255958
- Nationale Bibliotheek van Israël: 987007451228505171
- Nederlandse Thesaurus van Auteursnamen: 24043756X
- Réseau des bibliothèques de Suisse occidentale: 02-A027752641
- SNAC: w66d6d2z
- Système universitaire de documentation: 111868661
- Virtual International Authority File: 10079006
- WorldCat: E39PBJhRJfR7mKqpBp4R6jDyVC